# Phytophthora colocasiae
Espèce
Synonymes
- Kawakamia colocasiae (Racib.) Sawada[1]
- Phytophthora parasitica subsp. colocasiae (Racib.) Sarej., 1936[1]
- Phytophthora parasitica var. colocasiae (Racib.) Sarej.[1]

Phytophthora colocasiae est une espèce de pseudochampignons oomycètes de la famille des Peronosporaceae. C'est un agent phytopathogène responsable du « mildiou du taro », maladie cryptogamique hautement infectieuse, caractérisée par la formation de grandes lésions brunes sur les feuilles des plants de taro infectés.
Cette maladie est la plus dévastatrice des maladies affectant les cultures de taro, pouvant réduire de 50 % le rendement en cormes et entraîner une dégradation de leur qualité. Elle est répandue dans toutes les régions tropicales pratiquant cette culture, et affecte principalement le taro vrai (Colocasia esculenta) mais aussi d'autres espèces d’Araceae comme Alocasia macrorrhizos.

## Plantes-hôtes
La gamme des plantes-hôtes de cet agent pathogène est limitée, essentiellement à la famille des Araceae : principalement le taro vrai, Colocasia esculenta, mais aussi des espèces des genres Arum, Amorphophallus (Amorphophallus paeoniifolius), Alocasia (Alocasia macrorrhizos), Xanthosoma (Xanthosoma sagittifolium).
On a également signalé des cas dans d'autres familles de plantes comme : Catharanthus roseus (Apocynaceae), Hevea brasiliensis (Euphorbiaceae), Piper betle (Piperaceae), Bougainvillea spectabilis (Nyctaginaceae),.

## Symptômes
Phytophthora colocasiae affecte principalement le limbe des feuilles, mais les pétioles peuvent aussi être touchés, ainsi que les cormes, y compris après la récolte, donc en période de stockage.

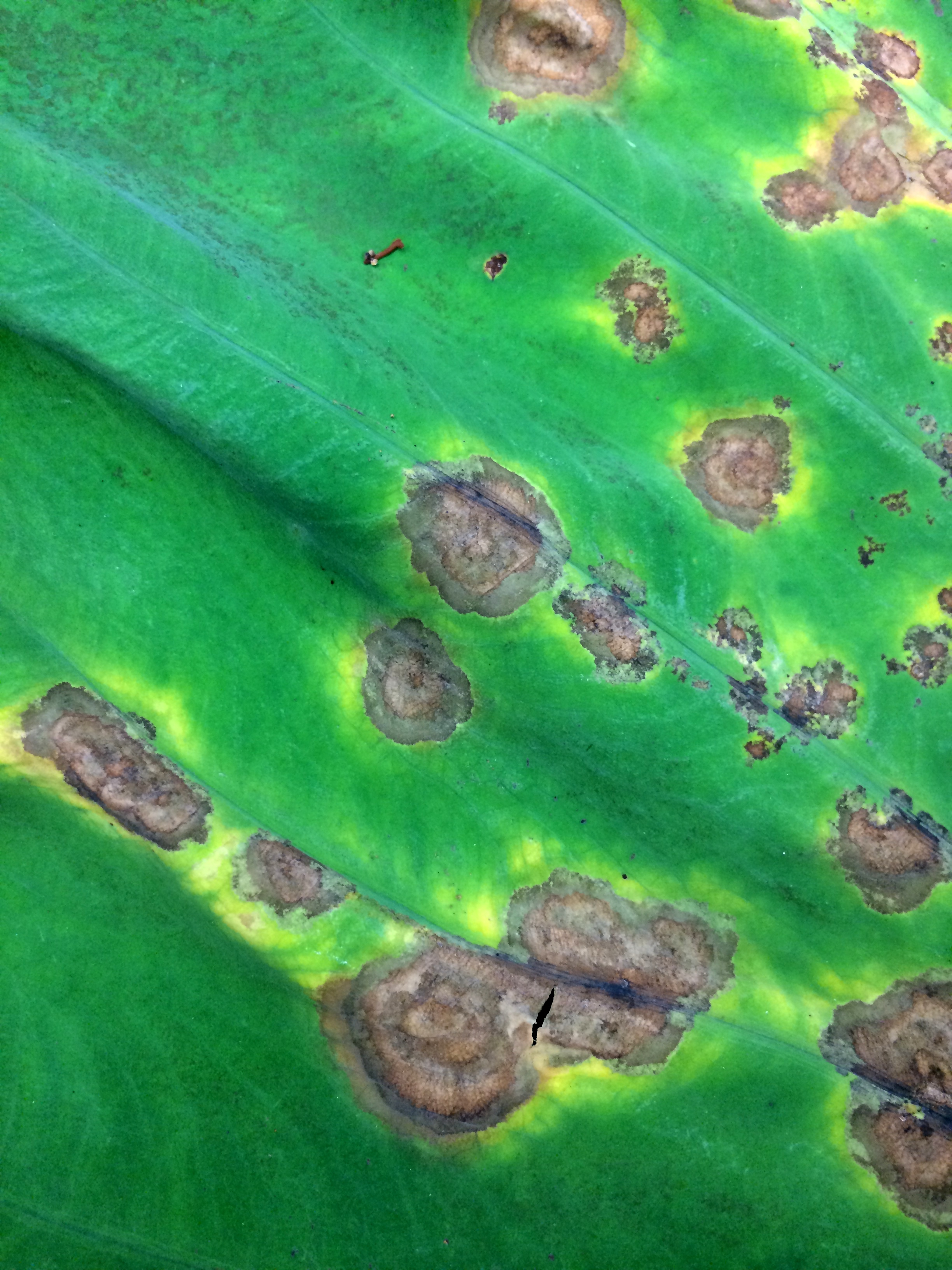
Lésions brunes dues au mildiou sur la face supérieure d'une feuille de taro.

Les symptômes les plus fréquents et les plus évidents affectent les feuilles. De petites taches brunes entourées d'un halo jaune apparaissent initialement à la face supérieure des feuilles là où s'accumulent des gouttelettes d'eau dues à la pluie, la rosée ou la guttation, notamment aux marges ou à l'apex du limbe,. Ces taches s'étendent très rapidement et forment de grandes lésions brunes. La feuille entière peut être détruite en quelques jours après l'apparition initiale des symptômes dans des conditions humides, alors que la longévité normale d'une feuille saine est de 40 jours.
Un signe marquant d'une infection par Phytophthora colocasiae est la formation d'anneaux blancs poudreux contenant des masses de sporanges pathogènes. Ces anneaux se forment par temps pluvieux ou humide autour des lésions avancées.
Sur les pétioles, l'infection est plus rare et affecte les cultivars les plus sensibles. Elle se manifeste par de petites taches brunes allongées, qui peuvent s'étendre par temps humide, jusqu'à ce que le pétiole se brise sous le poids de la feuille. Les feuilles s'affaissent en 20 jours environ chez les variétés sensibles, réduisant sensiblement la photosynthèse.

Sur les cormes, l'infection peut survenir sur n'importe quelle partie du bulbe, et commence généralement par l'extrémité de la tige, qui est coupée lors de la récolte. Elle se produit chez les cultivars sensibles, en particulier par temps humide et chaud. Aux premiers stades de pourriture du corme, les symptômes sont subtils. Le tissu malade, d'abord brun et ferme, prend une couleur beige clair et devient mou et caoutchouteux. A un stade plus avancé, les tissus pourris virent au brun-violacé et noircissent par surinfection due à Lasiodiplodia theobromae. L'infection peut se développer rapidement après la récolte et les bulbes entiers peuvent se décomposer en 7 à 10 jours,.

## Distribution
L'espèce Phytophthora colocasiae est répandue en Asie du Sud et en Asie de l'Est et dans certaines parties de l'Océanie. En Asie, elle est présente en Birmanie, au Sri Lanka, en Chine, en Inde, à Java (Indonésie), au Japon, dans la péninsule malaise, au Népal, au Pakistan, à Taïwan et en Thaïlande. En Océanie, les îles Fidji, Guam, Hawaï, la Papouasie-Nouvelle-Guinée, les Philippines, les îles Salomon ainsi que les autres territoires américains du Pacifique sont touchées.
En raison de la mondialisation, cependant, l'espèce a pu se propager davantage. Dans les années 1970, les premières occurrences ont été signalées en République dominicaine et en Afrique, en Éthiopie et à Fernando Poo.
Depuis l'Éthiopie, l'espèce a pu se propager davantage en Afrique de l'Est et de Saint-Domingue vers les États-Unis (en Californie et en Caroline du Nord) ainsi qu'au Brésil et en Argentine. En 2009, les premiers cas ont été signalés au Ghana.
Au Cameroun, les cultures de taro sont dévastées depuis 2010.
On peut supposer une propagation supplémentaire de l'espèce en Afrique et dans les Caraïbes.